# Liga Élite Femenina de hockey línea 2016-17
La temporada 2016-17 de la Liga Élite Femenina de hockey línea de hockey en línea fue la competición femenina de hockey en línea más importante de España. La temporada 2016-17 la disputaron ocho equipos. 

## Equipos participantes
- CPL Valladolid Panteras
- C.E. Barcelona Tsunamis
- C.H.L. Jujol Jokers
- HC Rubí Cent Patins
- S.A.B. Tucans Asme
- Tres Cantos Patín Club
- CP Ciutat de Vila-Real
- C.H.L. Meigas Lugo

## Liga Regular

### Clasificación
|   | Equipo                     | PJ | BN | G  | E | P  | GF | GC | PTOS |
| - | -------------------------- | -- | -- | -- | - | -- | -- | -- | ---- |
| 1 | H.C. Rubí Cent Patins      | 14 | 1  | 12 | 1 | 1  | 77 | 34 | 38   |
| 2 | C.P.L. Valladolid Panteras | 14 | 0  | 10 | 1 | 3  | 41 | 21 | 31   |
| 3 | C.E. Barcelona Tsunamis    | 14 | 1  | 9  | 1 | 4  | 38 | 21 | 29   |
| 4 | Tres Cantos Patín Club     | 14 | 0  | 9  | 0 | 5  | 54 | 34 | 27   |
| 5 | C.H.L. Jujol Jokers        | 14 | 0  | 5  | 2 | 7  | 35 | 36 | 17   |
| 6 | S.A.B. Tucans Asme         | 14 | 3  | 3  | 3 | 8  | 35 | 38 | 15   |
| 7 | C.P. Ciutat de Vila-Real   | 14 | 0  | 3  | 2 | 9  | 32 | 54 | 11   |
| 8 | C.H.L. Meigas Lugo         | 14 | 0  | 0  | 0 | 14 | 7  | 81 | 0    |

Fuente:Federación Española de Patinaje
|  | Acceso a la fase final. |
|  | Descenso                |

## Fase final
- Los 4 mejores equipos de la liga regular juegan la fase final.[1]

|  | Semifinales                | Semifinales         | Semifinales                | Semifinales         |   |                       | Final               | Final               | Final               | Final               |  |
|  | 11/03, 01/04, 02/04        | 11/03, 01/04, 02/04 | 11/03, 01/04, 02/04        | 11/03, 01/04, 02/04 |   |                       | 06/05, 13/05, 14/05 | 06/05, 13/05, 14/05 | 06/05, 13/05, 14/05 | 06/05, 13/05, 14/05 |  |
|  |                            |                     |                            |                     |   |                       |                     |                     |                     |                     |  |
|  |                            |                     |                            |                     |   |                       |                     |                     |                     |                     |  |
|  | H.C. Rubí Cent Patins      | 5                   | 3                          | 2                   |   |                       |                     |                     |                     |                     |  |
|  | H.C. Rubí Cent Patins      | 5                   | 3                          | 2                   |   |                       |                     |                     |                     |                     |  |
|  | Tres Cantos Patín Club     | 6                   | 2                          | 1                   |   |                       |                     |                     |                     |                     |  |
|  | Tres Cantos Patín Club     | 6                   | 2                          | 1                   |   | H.C. Rubí Cent Patins | 3                   | 2                   | 5                   |                     |  |
|  |                            |                     |                            |                     |   | H.C. Rubí Cent Patins | 3                   | 2                   | 5                   |                     |  |
|  |                            |                     | C.P.L. Valladolid Panteras | 2                   | 3 | 1                     |                     |                     |                     |                     |  |
|  | C.P.L. Valladolid Panteras | 3                   | C.P.L. Valladolid Panteras | 2                   | 3 | 1                     | 3                   |                     |                     |                     |  |
|  | C.P.L. Valladolid Panteras | 3                   |                            |                     |   |                       | 3                   |                     |                     |                     |  |
|  | C.E. Barcelona Tsunamis    | 1                   | 1                          |                     |   |                       |                     |                     |                     |                     |  |
|  | C.E. Barcelona Tsunamis    | 1                   | 1                          |                     |   |                       |                     |                     |                     |                     |  |
|  |                            |                     |                            |                     |   |                       |                     |                     |                     |                     |  |

|                          |
| H.C. Rubí Cent Patins HC |